# السويهلة (السويهلة)
السويهلة هي إحدى مشيخات المملكة المغربية، تتبع جغرافيا لعمالة مراكش وإداريًا لالسويهلة. يقدر عدد سكانها بـ 10727 نسمة حسب الإحصاء الرسمي للسكان والسكنى لسنة 2004.